# Middle Keys
Les Middle Keys constituent un archipel américain du golfe du Mexique situé dans le Sud de la Floride. Partie du comté de Monroe, cet archipel relève de celui des Keys, qui comprend également les Upper Keys et les Lower Keys, respectivement plus au nord et plus au sud.